# Acacia harmandiana
Acacia harmandiana är en ärtväxtart som först beskrevs av Jean Baptiste Louis Pierre, och fick sitt nu gällande namn av François Gagnepain. Acacia harmandiana ingår i släktet akacior, och familjen ärtväxter. Inga underarter finns listade i Catalogue of Life.